# 고흥 절이도 목장성
고흥 절이도 목장성(高興 折爾島 牧場城)은 대한민국 전라남도 고흥군 금산면, 고금도에 있는 조선시대의 성이다. 2002년 11월 27일 전라남도의 기념물 제206호로 지정되었다.

## 개요
고흥 절이도 목장성은 금산면 거금도의 어전리와 석정리 일대에 위치하는데, 절이도는 거금도의 조선시대 지명이다. 이 성은 적대봉(592.2m)과 용두봉(418.6m)의 중간 계곡을 형성하는 부분과 두 봉우리가 연결되는 능선의 움푹 들어간 부분에 위치하고 있으며, 성을 중간으로 나눈 남북방향으로 축성되어 있다. 성은 완만한 구릉이 형성되어 있는 부분의 서쪽 사면 끝자락에 위치하며, 남쪽으로는 해안선까지 이어진다.
절이도 목장성은 『조선왕조실록』에 의하면, 조선 세조 12년(1466) 전라도 점마별감 박식의 주청에 의하여 말을 기르기 위해서 절이도 가까이에 있는 선군(船軍)을 동원하여 축성하였음을 알 수 있다. 축성 당시 절이도 목장성에는 물과 풀이 모두 풍족하여 약 800여필의 말을 기를 수 있을 것으로 예측하였으며, 실제로 성종 1년(1470)에는 364필의 말을 방목하고 있는 등 절이도 목장은 조선 전기에 중요한 목장 가운데 하나였음을 알 수 있다.
이 성은 중간을 남북으로 가로질러 축조된 차단성 즉 장성(長城)이며, 돌을 쌓아 만든 성이다. 성벽의 길이는 섬 북쪽 유적이 확인되지 않은 부분을 제하고도 4,652m에 이른다. 너비는 하부 3.2m, 상부는 1.4m이다.
절이도 목장성은 조선시대 초기에 축성된 흔치 않은 목장성이며, 축성시기 등에 대해서 알 수 있는 등 역사적·학술적 가치가 크다.

## 참고 자료
- 고흥 절이도 목장성 - 국가유산청 국가유산포털